# Écotay-l'Olme
Écotay-l'Olme là một xã trong tỉnh Loire miền trung nước Pháp.